# Jan Duro
Jan Duro (ur. 20 stycznia 1887 w Barłogach, zm. 17 listopada 1937 w Opatowie) – polski polityk ruchu ludowego, poseł, publicysta.

## Życiorys
Pochodził z rodziny chłopskiej. Ukończył kurs rolniczy w Pszczelinie kołoa Brwinowa oraz pedagogiczny w Lublinie. Pracował jako nauczyciel wiejski, a później, od 1920 mieszkał w Rosochach koło Opatowa, gdzie prowadził własne gospodarstwo rolne.
Podczas I wojny światowej był członkiem Polskiej Organizacji Wojskowej. Po odzyskaniu przez Polskę niepodległości, zaangażował się w działalność polityczną i gospodarczą – pełnił funkcję wiceprezesa Rady Nadzorczej Spółdzielni Rolniczo-Handlowej, Okręgowego Związku Kółek Rolniczych oraz Wojewódzkiego Związku Kółek Rolniczych w Kielcach. Był również członkiem Rady Głównej Centralnego Towarzystwa Organizacji i Kółek Rolniczych oraz sejmiku i wydziału powiatowego w Opatowie.
Wybierany na posła na Sejm w 1919, 1922, 1928 i 1930, z okręgu nr 23.
Początkowo był członkiem Polskiego Stronnictwa Ludowego, następnie wstąpił do PSL „Wyzwolenie”. W styczniu 1926 znalazł się w Stronnictwie Chłopskim. W tym ugrupowaniu w latach 1926–1931 zajmował miejsce we władzach partii – Radzie Naczelnej, Zarządzie Głównym i Centralnym Komitecie Wykonawczym. W 1931 przeszedł do Stronnictwa Ludowego. Zasiadał w Radzie Naczelnej tego ugrupowania. W 1933 znalazł się w Chłopskim Stronnictwie Rolniczym.
Duro był również publicystą. Jego artykuły zamieszczały: „Gazeta Polska”, „Wyzwolenie”, „Polska Ludowa” i „Dziennik Lubelski”.
Odznaczony pośmiertnie Medalem Niepodległości (1938).